# Anima (film 2019)
Anima è un cortometraggio del 2019 diretto da Paul Thomas Anderson.
Ha come protagonista il frontman dei Radiohead Thom Yorke e si ricollega al suo quarto album da solista, Anima. Il regista aveva già collaborato in precedenza con i Radiohead nel 2016 per la creazione di alcuni videoclip dell'album A Moon Shaped Pool, come ad esempio il videoclip della canzone Daydreaming.
Il corto è stato definito da una parte della critica un "one reeler", un omaggio all'era del cinema muto per via della sua mancanza di dialoghi e della sua durata, appena 15 minuti.

## Trama
Il corto inizia con l'inquadratura di un tunnel della metropolitana. Successivamente l'inquadratura si sposta all'interno di un treno della metropolitana sul quale viaggiano dei passeggeri in uno stato di sonnolenza: tra loro c'è anche il protagonista, interpretato da Thom Yorke.
Improvvisamente Thom Yorke si sveglia dal torpore insieme a un'altra passeggera del treno (Dajana Roncione). I due si scambiano uno sguardo e questo scatena una sorta di danza collettiva, che viene eseguita anche da tutti gli altri passeggeri che sono vestiti tutti allo stesso modo con mantelle scure.
La danza procede fino a quando arriva il momento di scendere dal treno e il protagonista nota che la donna ha lasciato una valigetta a bordo. Il protagonista recupera la valigetta e cerca di ritrovare la donna probabilmente per restituirle l'oggetto smarrito. Resta però bloccato in mezzo ad una folla di persone che rimane indifferente al suo passaggio continuando a eseguire dei movimenti metodici e ripetitivi.
Il protagonista tenta poi più volte, senza successo, di passare il tornello della metropolitana. A un certo punto perde la valigetta che viene presa da una passante che a differenza di lui riesce a oltrepassare il tornello al primo tentativo.
Il protagonista dopo l'ennesimo tentativo di oltrepassare l'ostacolo viene scaraventato indietro da una forza non meglio specificata; una serie di eventi gli impedisce poi di nuovo di raggiungere la donna. Alla fine, il protagonista riesce a scavalcare il tornello prendendo la rincorsa ma si ritrova improvvisamente in un luogo onirico dove le persone camminano tutte in fila ripetendo le stesse identiche azioni.
Il protagonista inizia ad andare nella direzione opposta rispetto a quella della massa, fino a che, scavalcando un muretto, arriva in uno spazio vuoto dove ritrova la valigetta. A ostacolarlo questa volta c'è un gruppo di uomini che si muovono a quattro zampe in sincrono. Egli decide di provare a imitarli per potersi unire a loro, ma perde l'equilibrio cadendo dalla piattaforma e facendo cadere così anche la valigetta. Inspiegabilmente si ritrova nello spazio vuoto di prima dove scorge in lontananza la donna del treno. Nel tentativo di raggiungerla viene però preso dal gruppo di uomini che danzano su di una superficie inclinata. Cercando di uscirne fa cadere tutti.
A questo punto il protagonista si ritrova sdraiato a terra, finalmente fuori da quel luogo onirico, e ritrova la donna del treno. I due iniziano a danzare e a girare insieme per la città fino a raggiungere la fermata di un tram sul quale salgono e dove si scambiano gesti di affetto.
Il corto si conclude con il protagonista che con uno sguardo pacifico guarda fuori dal finestrino e può finalmente addormentarsi.

## Coreografie
Le coreografie sono curate dal coreografo Damien Jalet, scelto da Yorke perché i due avevano già collaborato sul set del remake di Suspiria di Luca Guadagnino.
Dato che il corto è muto, le danze e le coreografie che vengono rappresentate diventano una sorta di linguaggio espressivo con il quale i personaggi esprimono i loro sentimenti.

## Musica
I brani utilizzati in questo corto vengono presi direttamente dall'album Anima.

### Not the news
La canzone che apre il corto è Not the news, riprodotta in un'affollata e soffocante metropolitana dalla quale Yorke cerca di fuggire, disorientato e sconcertato, e ci riesce ma solo momentaneamente.

### Traffic
Con il cambio di scena nella seconda ambientazione, più surreale e onirica, si ha l'inizio del brano Traffic che accompagna il corto fino al momento in cui il protagonista riesce a uscire da quella realtà e si ritrova di nuovo nella città.

### Dawn chorus
La fine del corto è accompagnata dalla traccia Dawn chorus.
La canzone trasmette un senso di pace e tranquillità che si riflette nello stato d'animo del protagonista, che dopo essersi ricongiunto con la donna di cui si è innamorato trova finalmente la pace.

## Significato
Il tema principale del corto è quello dell'amore come evasione dall'oppressione della società. Il protagonista trova finalmente la luce e la via di fuga dalla società nell'amore, congiungendosi con la donna conosciuta sul treno. In tutto ciò si può individuare un'ispirazione orwelliana in quanto il protagonista dopo aver incontrato la donna affronterà vari ostacoli che si frappongono tra lui e lei e che precedentemente non aveva in quanto era omologato con la società.
Infatti, il protagonista nel tentativo di restituire la valigetta alla donna si muove nel senso opposto rispetto a tutte le altre persone che incontra e che gli fanno da ostacolo e lo rallentano nel raggiungere il suo obbiettivo.
La valigetta è comunque un semplice pretesto per incontrare di nuovo la donna. Infatti, quando il protagonista ritrova la donna la valigetta non viene più fatta vedere.
Una volta che i due si incontrano vanno via insieme, senza che nulla possa scalfirli o arrestarne il cammino, fino all'arrivo a un treno identico a quello dell'incipit, se non per il fatto di trovarsi all'aperto che simboleggia la fine dell'oppressione e il senso di tristezza del protagonista.
Il corto si conclude poi con il protagonista che si addormenta sul treno lasciando il dubbio che l'avventura appena vissuta fosse solo un sogno.
Il corto rende possibile anche un'interpretazione più personale, in quanto tutta la vicenda può essere interpretata come l'elaborazione del lutto di Thom Yorke per la moglie, Rachel Owen, morta di cancro nel 2016.
Questo si deduce dal fatto che la donna che incontra sul treno non è interpretata da un'attrice qualsiasi, bensì da Dajana Roncione, diventata compagna di Thom Yorke. È proprio lei che nel corto riesce a far tornare la voglia di vivere al protagonista che all'inizio della storia era totalmente alienato.

## Ambientazione
- Il corto è stato girato per quanto riguarda la prima parte e la sequenza finale nella città di Praga e nella sua metropolitana.

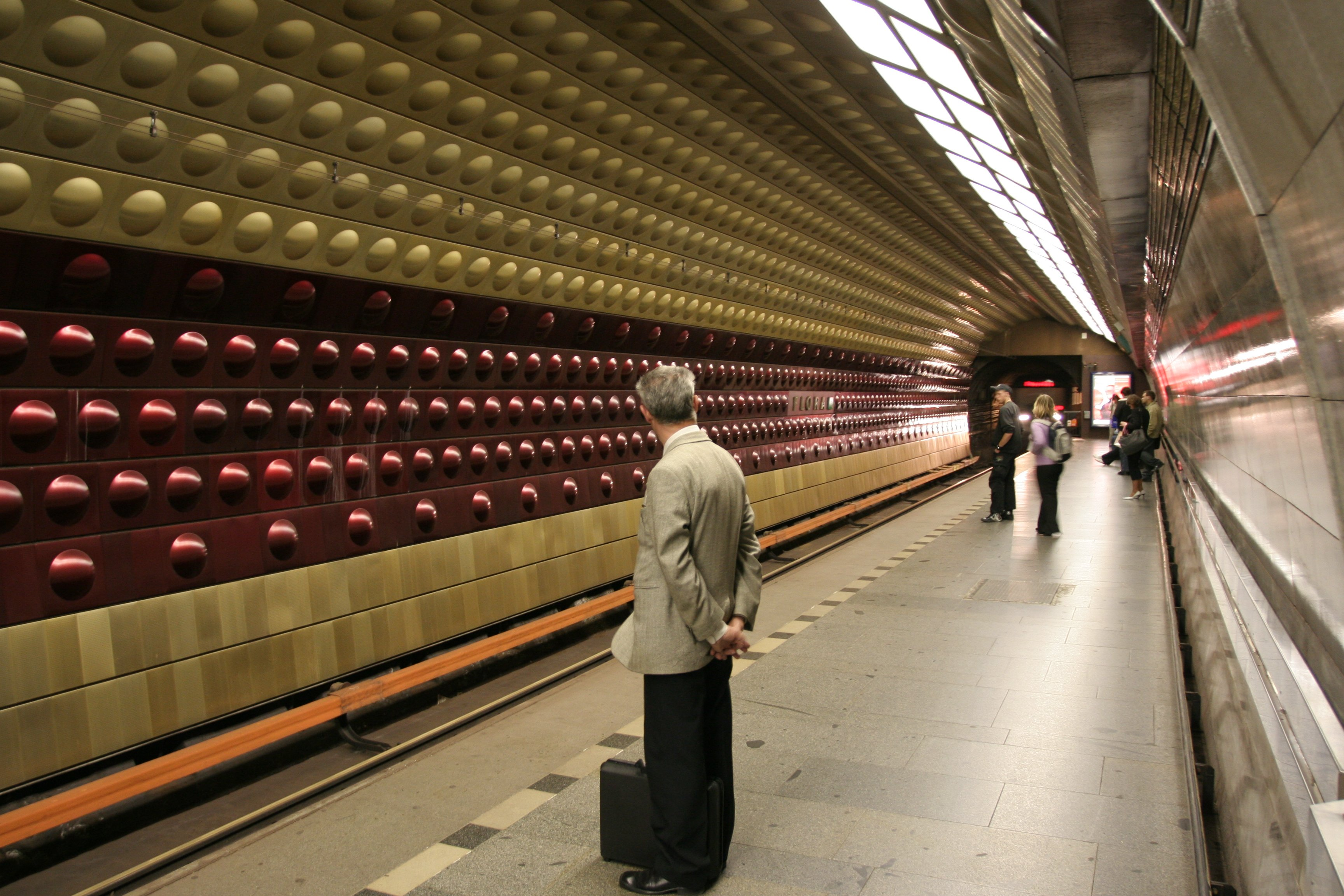
Praha Metro Flora platform

- Le scene della sezione centrale, che riguardano la dimensione più onirica, sono state girate nella Cathèdrale d'Images di Les Baux-de-Provence.

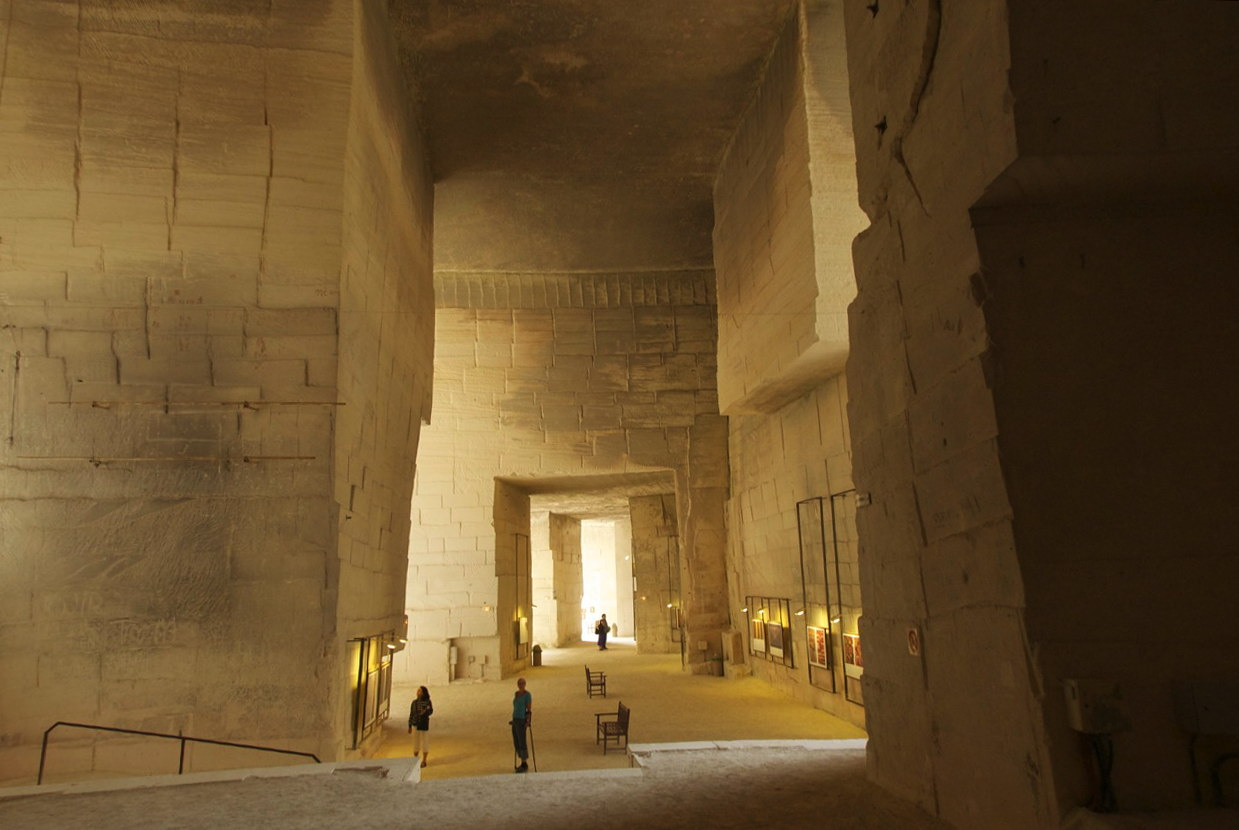
Cathèdrale d'Images, salle du Nord